# نموذج نيومان للأنظمة
نموذج نظام نيومان (بالإنجليزية: Neuman systems model)‏، هو نظرية عن التمريض تقوم على أساس علاقة الفرد بالضغط النفسي، ورد الفعل الناجم عنه، وعوامل إعادة التكوين التي هي ديناميكية في طبيعتها(1). وقد تم تطوير هذه النظرية من قبل الأستاذ والمستشار، ممرض صحة المجتمع (community helath nurse) بيتي نيومان.
يتكوّن مركز النموذج أساسا من موارد الطاقة (نطاق درجة الحرارة الطبيعي، البنية الجينية، نمط الاستجابة، قوة العضو أو ضعفه، بنية الأنا، والمعروف أو القواسم المشتركة) التي تحيط بها عدة خطوط مقاومة؛ خط الدفاع العادي، وخط الدفاع المرن. تمثل خطوط المقاومة العوامل الداخلية التي تساعد المريض على الدفاع عن نفسه ضد الضغط، ويمثل خط الدفاع الطبيعي حالة توازن الشخص، ويصور خط الدفاع المرن الطبيعة الديناميكية التي يمكن أن تتغير بسرعة خلال فترة زمنية قصيرة.
الغرض من هذا النموذج هو الحفاظ على استقرار هذا النظام من خلال مستويات الوقاية الثلاثة:
1. حماية الخط العادي وتعزيز خط الدفاع المرن.
2. تقوية الخطوط الداخلية للمقاومة، والحد من التفاعل، وزيادة عوامل المقاومة.
3. إعادة ضبط واستقرار وحماية الحماية أو التعافي بعد العلاج.

## روابط خارجية
- نظريات التمريض: نموذج نظم الرعاية الصحية بيتي نيومان
- نموذج نظام نيومان